# Love, Simon (soundtrack)
Love, Simon (Original Motion Picture Soundtrack) là album soundtrack của bộ phim cùng tên năm 2018. Album có sự góp mặt của Bleachers, Troye Sivan, Amy Shark, Brenton Wood, The 1975, Normani và Khalid cùng nhiều nghệ sĩ khác. Bản nhạc đầu tiên được phát hành từ soundtrack là "Alfie's Song (Not So Typical Love Song)", sau đó là "Love Lies" và "Strawberries & Cigarettes".  Album được RCA Records và Sony Music Entertainment phát hành, vào 16 tháng 3 năm 2018, cùng lúc với ngày ra rạp của bộ phim. Một album nhạc nền phim riêng, Love, Simon (Original Motion Picture Score), được Rob Simonsen biên soạn, Lakeshore Records phân phối và phát hành vào cùng ngày.

## Love, Simon (Original Motion Picture Soundtrack)

### Danh sách bản nhạc
| STT              | Nhan đề                                      | Sáng tác                                                                                   | Trình bày         | Thời lượng |
| ---------------- | -------------------------------------------- | ------------------------------------------------------------------------------------------ | ----------------- | ---------- |
| 1.               | "Alfie's Song (Not So Typical Love Song)"    | Jack Antonoff Ilsey Juber Harry Styles                                                     | Bleachers         | 3:01       |
| 2.               | "Rollercoaster"                              | Antonoff John Hill                                                                         | Bleachers         | 3:12       |
| 3.               | "Never Fall in Love"                         | Antonoff Karen Marie Ørsted                                                                | Antonoff và MØ    | 3:36       |
| 4.               | "Strawberries & Cigarettes"                  | Troye Sivan Antonoff Alex Hope                                                             | Sivan             | 3:21       |
| 5.               | "Sink In"                                    | Ben Berger Julia Michaels Ryan McMahon                                                     | Amy Shark         | 4:35       |
| 6.               | "Love Lies"                                  | Khalid Robinson Normani Kordei Hamilton Charlie Handsome Jamil "Digi" Chammas Taylor Parks | Khalid và Normani | 3:23       |
| 7.               | "The Oogum Boogum Song"                      | Alfred Smith                                                                               | Brenton Wood      | 3:07       |
| 8.               | "Love Me"                                    | Adam Hann George Daniel Matthew Healy Ross MacDonald                                       | The 1975          | 3:42       |
| 9.               | "I Wanna Dance with Somebody (Who Loves Me)" | George Merrill Shannon Rubicam                                                             | Whitney Houston   | 4:50       |
| 10.              | "Someday at Christmas"                       | Ron Miller Bryan Wells                                                                     | Jackson 5         | 2:44       |
| 11.              | "Wings"                                      | Nini Fabi Benjamin Gebert                                                                  | Haerts            | 4:58       |
| 12.              | "Keeping a Secret"                           | Antonoff Justin Tranter                                                                    | Bleachers         | 3:25       |
| 13.              | "Wild Heart"                                 | Antonoff Hill                                                                              | Bleachers         | 3:21       |
| Tổng thời lượng: | Tổng thời lượng:                             | Tổng thời lượng:                                                                           | Tổng thời lượng:  | 47:24      |

### Bảng xếp hạng
| Bảng xếp hạng (2018)            | Vị trí cao nhất |
| ------------------------------- | --------------- |
| Úc Albums (ARIA)                | 82              |
| Canadian Albums (Billboard)     | 24              |
| Album Anh Quốc Soundtrack (OCC) | 11              |
| Hoa Kỳ Billboard 200            | 37              |
| Hoa Kỳ Top Soundtracks          | 3               |

| Bảng xếp hạng (2018) | Vị trí |
| -------------------- | ------ |
| Mỹ Billboard 200     | 161    |

## Love, Simon (Original Motion Picture Score)

### Danh sách bản nhạc
Tất cả nhạc phẩm được soạn bởi Rob Simonsen.
| STT              | Nhan đề                             | Thời lượng |
| ---------------- | ----------------------------------- | ---------- |
| 1.               | "Simon And Blue"                    | 4:08       |
| 2.               | "The Spier House"                   | 1:04       |
| 3.               | "Love, Simon"                       | 2:36       |
| 4.               | "Car Confessions"                   | 2:30       |
| 5.               | "Change is Exhausting"              | 1:40       |
| 6.               | "Vacation in the Middle of Nowhere" | 1:23       |
| 7.               | "New Message"                       | 1:03       |
| 8.               | "Creekwood High"                    | 1:41       |
| 9.               | "Gonna Get Some Air"                | 1:31       |
| 10.              | "Coming Out Straight"               | 1:10       |
| 11.              | "Abbey Deserves A Superhero"        | 2:07       |
| 12.              | "You Get to Breathe Now"            | 1:57       |
| 13.              | "Homecoming"                        | 1:46       |
| 14.              | "Doves"                             | 2:11       |
| 15.              | "Promise Me You Won't Disappear"    | 2:45       |
| 16.              | "Tell Me About Blue"                | 0:51       |
| 17.              | "I Shouldn't Have Missed It"        | 1:47       |
| 18.              | "Something I Want to Tell You"      | 4:17       |
| 19.              | "You Know Where to Find Me"         | 1:08       |
| Tổng thời lượng: | Tổng thời lượng:                    | 37:47      |